# 武庫ノ台ゴルフコース
武庫ノ台ゴルフコース（むこのだいゴルフコース）は、 兵庫県神戸市北区にあるゴルフ場である。

## 概要
「武庫ノ台ゴルフコース」は、兵庫県南東部の三田市街地近く、標高327メートルの鏑射山の丘陵地にあり、羽束山を中心とする北摂連山の雄大な景観を借景に、三田平野を眼下に見下ろすことが出来るロケーションに広がる。
1960年（昭和35年）5月、新たなゴルフ場の建設に向けて母体会社「千苅開発株式会社」を設立、同年12月、「関電産業株式会社」に株式を譲渡、関電産業株式会社の子会社となる。1961年（昭和36年）3月、ゴルフ場のコース設計を上田治に依頼し、1965年（昭和40年）4月、コースの造成工事を着工した。
1966年（昭和41年）7月、クラブ名称を「武庫ノ台ゴルフコース」と命名し、同年9月、関電産業株式会社が全額出資の「武庫ノ台開発株式会社」を設立した。同年10月、コースの造成工事とクラブハウスが完成し、クラブはパブリックコースとして営業開始された。
1986年（昭和61年）10月、新クラブハウスが完成した。1995年（平成7年）1月17日、阪神・淡路大震災が発生し1月26日までクローズされた。その後、2004年（平成16年）10月、運営会社である「関電アメニックス株式会社」が設立される。
2006年（平成18年）4月、コウライグリーンを全面ベントグリーンに改修され、同時に、GPSナビゲーションによるコースガイドの工事が行われた。
コースは、伝統のあるパブリックの戦略性の高いコースで、巨大な尾根にレイアウトされた林間コースである。アウトコースは、ホールが松林でセパレートされ、距離も十分にあって豪快なティショットを楽しめるが、比較的にアップダウンがあり、打ち上げの小さめの砲台グリーンへのショットが難しい。インコースは、アウトコースよりも比較的にフラットで距離も短めのレイアウトであるが、戦略性が高くショットの内容がスコアに反映される。

## 所在地
〒651-1503 兵庫県神戸市北区道場町生野字北山1176-16

## コース情報
- 開場日 - 1966年10月1日
- 設計者 - 上田 治
- コースタイプ - 林間コース
- コース - 18ホールズ、パー72、6,808ヤード、コースレート72.8
- フェアウェー - コウライ
- ラフ - ノシバ
- グリーン - 1グリーン、ベント
- ハザード - バンカー60、池が絡むホール1
- ラウンドスタイル - 全組セルフプレー、GPSナビゲーション付乗用カートによるセルフラウンド
- 練習場 - 20打席200ヤード
- 休場日 - 1月1日[3]

## ギャラリー
- コース - 「武庫ノ台ゴルフコース」、コース紹介、2021年10月5日閲覧
- ハウス - 「武庫ノ台ゴルフコース」、施設紹介、2021年10月5日閲覧

## 交通アクセス
鉄道
- 宝塚線（福知山線）（JR西日本） - 道場駅より クラブバス利用 約5分[4]

道路
- 中国自動車道 - 西宮北ICより 9Km 約15分
- 阪神高速北神戸線 - 西宮山口JCTより 11Km 約20分[4]

## 関連文献
- 『ゴルフ場ガイド 西版』、2006-2007、「武庫ノ台ゴルフコース」、東京 ゴルフダイジェスト社、2006年5月、2021年10月5日閲覧